# 1946年の政治
1946年の政治（1946ねんのせいじ）では、1946年（昭和21年）の政治分野に関する出来事について記述する。

## できごと

### 1月
- 1月1日
  - 昭和天皇、「新日本建設に関する詔書」（いわゆる人間宣言）。
  - ダグラス・マッカーサー元帥、「人間宣言」に賛意を表明。
- 1月4日 - GHQ、公職追放に関する覚書を発表。
- 1月5日 - 臨時閣議。
- 1月10日 - 第1回国連総会、開催。

- 1月12日

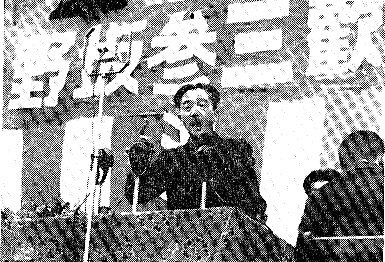
「野坂参三歓迎国民大会」で壇上に立つ野坂参三（1946年1月26日日比谷公園で）

  - GHQ、衆議院議員総選挙を3月15日以降に延期するよう指示。
  - 野坂参三、帰国。
  - 第1回国連安保理、開催。
- 1月13日 - 内閣改造。内相に三土忠造、農相に副島千八、文相に安倍能成、運輸相に村上義一（26日選任）、内閣書記官長に楢橋渡、法制局長官に石黒武重。
- 1月14日 - 野坂参三、党本部で「国民に愛される共産党」と挨拶。
- 1月19日 - マッカーサー元帥、極東国際軍事裁判所設置を命令。
- 1月21日 - 日本自由党、憲法改正案発表。
- 1月22日 - 極東国際軍事法廷設置が決定。
- 1月26日 - 日比谷公園で野坂参三歓迎国民大会開催。
- 1月29日 - 「憲法改正要綱」（甲案、松本試案）と「憲法改正案（乙案）」が閣議で検討開始。

### 2月
- 2月1日
  - GHQの命令で第1次農地解放を実施。
  - 幣原内閣、閣議決定を経て、内務、司法、厚生、商工4大臣名で「暴行、脅迫、所有権侵害等の違法行為を断固取り締まる」声明を出す。
- 2月4日 - 閣議、「憲法改正要綱」（甲案、松本試案）を政府原案とすることに決定。
- 2月8日 - 政府、GHQに憲法改正に関する政府原案を提出。
- 2月12日
  - 谷川昇内務省警保局長、労組の「不法行為の防止取締り通牒」を出す。
  - 鳩山一郎日本自由党総裁、反共声明発表。
- 2月14日 - 日本進歩党、憲法改正案要綱発表。
- 2月17日 - 緊急金融措置令公布、食糧緊急措置令実施。

- 2月19日

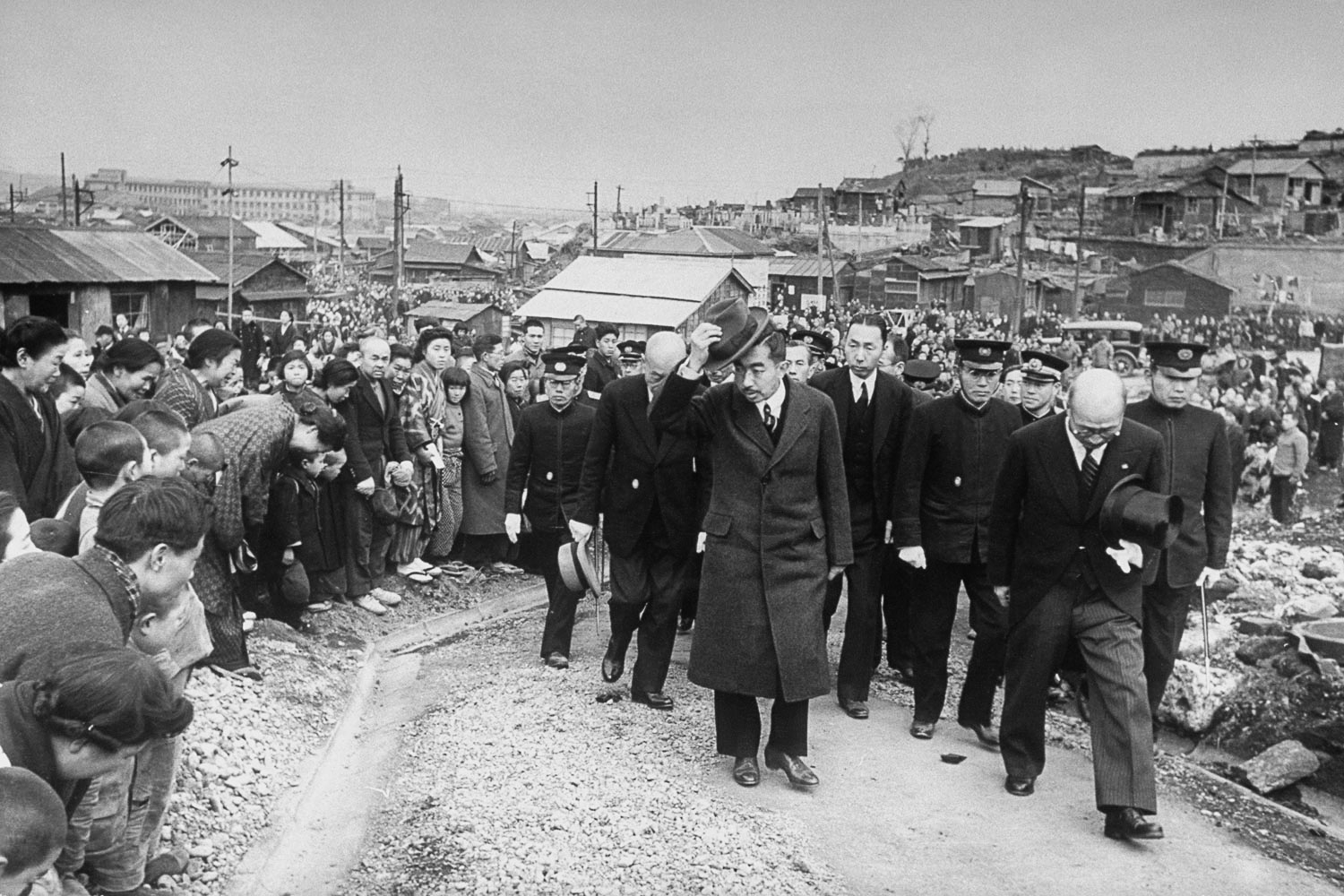
昭和天皇の全国巡幸が始まる（写真は2月1946年、横浜市に行幸した際の様子）。天皇は国民と直接接し、敗戦に打ちひしがれた国民は天皇を熱烈に歓迎した。

  - 昭和天皇、神奈川県を巡幸、全国巡幸始まる。
  - 部落解放全国委員会結成。
- 2月20日 - ソ連、樺太、千島の領有を宣言。
- 2月23日
  - 山下奉文陸軍大将、絞首刑。
  - 日本社会党、憲法改正案要綱発表。
- 2月26日 - 第1回極東委員会開催。
- 2月28日 - 公職追放令公布施行。

### 3月
- 3月1日 - 労働組合法施行。
- 3月5日 - ウィンストン・チャーチル前英国首相が、鉄のカーテン演説を行う[1][2]。
- 3月6日 - 政府、憲法改正草案要綱を発表。GHQ、支持を表明。
- 3月9日 - 都会地転入抑制緊急措置令公布。食糧事情悪化のため、全国25都市への転入を禁止する。
- 3月14日 - 衆議院議員候補者の政見放送（ラジオ）始まる。

### 4月

第22回衆議院議員総選挙後の党派別勢力図

- 4月5日 - 東京で第1回連合国対日理事会が開催。
- 4月8日 - 首相官邸に徳田球一共産党書記長ら「国民代表」がデモ。
- 4月10日 - 第22回衆議院議員総選挙。
  - 日本自由党141議席、日本進歩党94議席、日本社会党93議席、日本協同党14議席、日本共産党5議席、諸派38議席、無所属81議席。
  - 初めて婦人議員38名が当選。内訳は日本社会党8名、日本進歩党6名、日本自由党5名、日本共産党1名、諸派9名、無所属9名。
- 4月16日
  - 幣原首相、日本進歩党総裁に就任。政権維持を画策。
  - 社会党中央執行委員会。
- 4月17日 - 社会党中央執行委員会、幣原内閣打倒のために自由党、協同党、共産党の各党と共同闘争実施方針を決定。
- 4月18日 - 国際連盟が解散を決議。
- 4月19日
  - 衆議院議長応接室で幣原内閣打倒共同委員会開催。幣原内閣の即時退陣の声明と決議文を作成。
  - 共同委員会代表の三木武吉、徳田球一、井川忠雄ら首相官邸に幣原首相を訪問。
- 4月20日
  - 第2回幣原内閣打倒共同委員会開催。
  - 持株会社整理委員会令公布施行
- 4月22日 - 幣原内閣総辞職。
- 4月23日
  - 幣原首相、首相官邸に鳩山一郎自由党総裁と片山哲社会党書記長と個別に会談。第一党である自由党の鳩山首班で合意。
  - 自由党、鳩山首班による自由、進歩、社会三党の挙国連立内閣組閣の方針決定。
  - 河野一郎自由党幹事長、片山社会党書記長と会談。正式に連立政権参加を打診。
  - 社会党常任中央執行委員会、「首班か野党か」の方針を決定。
- 4月24日
  - 片山社会党書記長、河野自由党幹事長に連立参加拒否を応答。河野は4回、片山を訪問。
  - 沖縄民政府発足。初代知事に志喜屋孝信。
- 4月25日
  - 河野・片山会談。自社共協4党共同委員会による時局収拾で合意。
  - 4党共同委員会開催。首班問題は自社両党で政策問題は4党小委員会で討議。
- 4月26日
  - 社会党常任中央執行委員会、連立打ち切りを決定。
  - 4党小委員会決裂。
- 4月27日
  - 鳩山・片山会談。片山書記長、自由党の単独内閣と個別政策の閣外協力を提案。
  - 自由党代議士会で鳩山総裁が公職追放疑惑を打ち消す声明。
- 4月28日 - 河野自由党幹事長、自由党単独内閣、社会党閣外協力で工作。
- 4月30日 - 社会党常任中央執行委員会、自由党単独内閣支援を決定。

### 5月

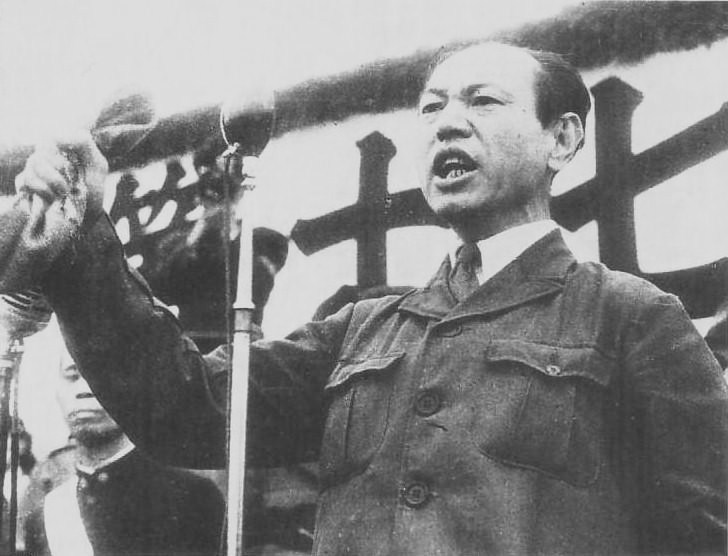
第17回メーデーで演説する徳田球一共産党書記長。共産党の指導する労働攻勢は次第に拡大していった。

- 5月1日 - 第17回メーデー（復活第1回）開催。
- 5月2日
  - 自由、社会両党の政策協定委員による協議。
  - 自社両党による政策協定協議案、共産党を除く4党共同委員会で承認。
  - 鳩山一郎自由党総裁、首相官邸に幣原首相を訪問。
  - 幣原首相、宮中に参内し、鳩山を首班に奏請。GHQに鳩山首班を公文書で提出。
  - 鳩山一郎自由党総裁に大命降下。
- 5月4日 - 鳩山一郎が公職追放。大命を拝辞する。

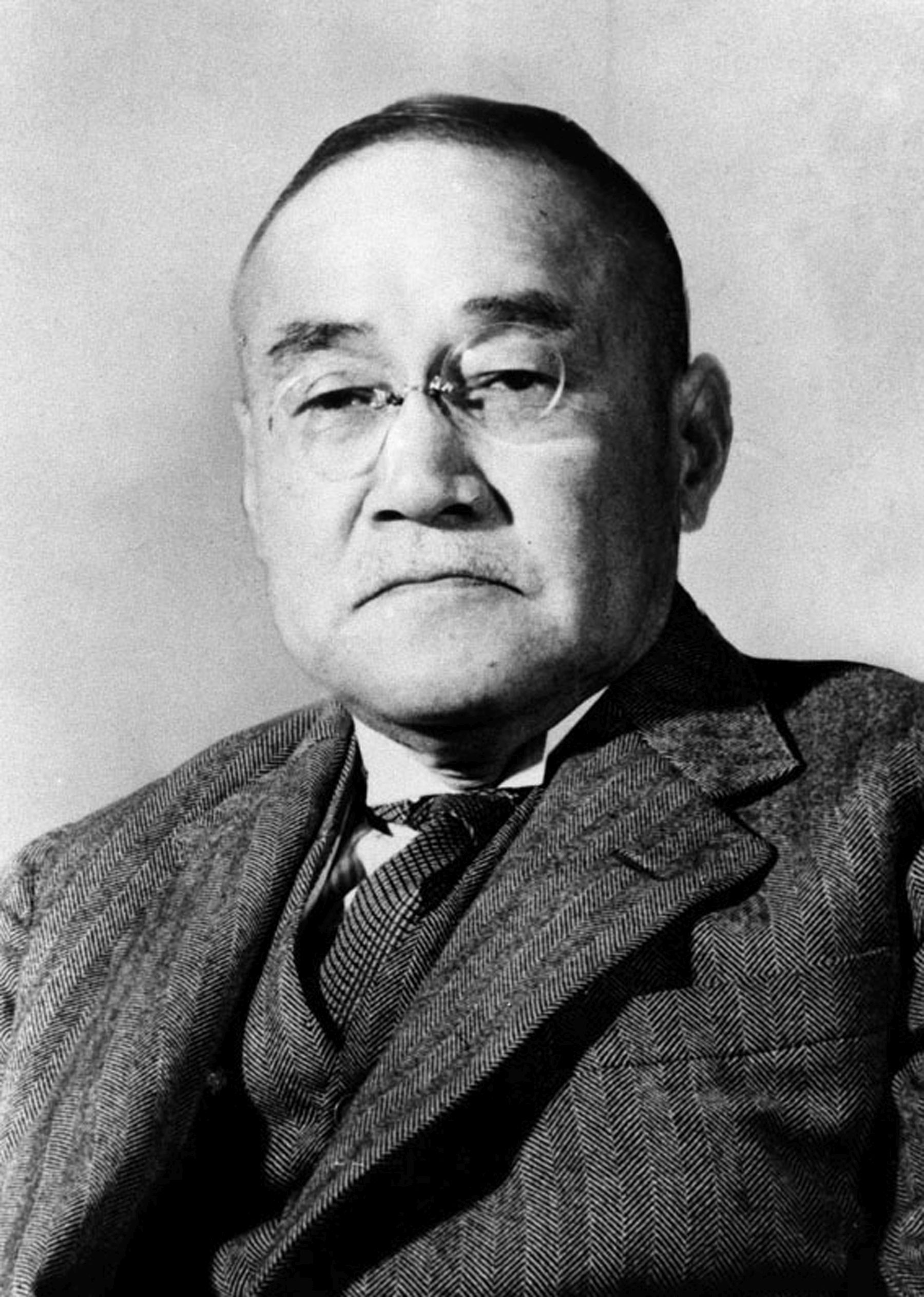
「ワンマン宰相」吉田茂登場。

- 5月15日 - 対日理事会でジョージ・アチソン米代表が「共産主義を歓迎しない」とする声明を発表[3]。
- 5月16日
  - 吉田茂外務大臣に大命降下。
  - 第90臨時議会召集。
- 5月17日 - 資格審査委員会で、衆議院議長候補の三木武吉が公職追放令に該当。
- 5月20日 - マッカーサー元帥、労働組合と共産党に警告。
- 5月21日
  - 和田博雄農林大臣案について、鳩山一郎、吉田首相に反対。吉田首相は拒絶。
  - 自由党総務会、和田農相案に反対で徹夜で紛糾。三木武吉総務会長、林譲治に吉田首相の参内を示唆。
- 5月22日 - 吉田首相参内、閣僚名簿を奉呈。第1次吉田内閣成立。
- 5月24日
  - 三木武吉、公職追放。
  - 日本協同党結成。委員長に山本実彦。
- 5月25日 - ヨルダンが独立。

### 6月
- 6月2日 - イタリアで国民投票により王政廃止を決定。
- 6月3日 - 枢密院本会議開催。
- 6月8日 - 枢密院で憲法改正草案を無修正可決。
- 6月10日 - イタリア共和国成立。
- 6月12日 - 聯合国占領軍の占領目的に有害な行為に対する処罰等に関する勅令公布。
- 6月15日 - 復員庁官制公布施行（第一復員省と第二復員省を統合）。
- 6月18日 - 東京裁判のジョセフ・キーナン首席検察官、ワシントンD.C.で記者会見し、昭和天皇を戦犯として裁判にかける事はないと表明。
- 6月20日
  - 第90臨時議会召集。
  - 政府、憲法改正案を帝国議会に提出。
- 6月21日
  - マッカーサー元帥、憲法改正審議三原則を発表。
  - 樋貝詮三衆議院議長、本会議の紛糾を沈黙させるため、号鈴を鳴らすが、さらに議場が紛糾。
- 6月25日 - 吉田首相、衆議院本会議で憲法改正の提案理由を説明。28日まで各党による代表質問。
- 6月29日 - 衆議院に憲法改正特別委員会設置。第1回委員会。委員長に芦田均。

### 7月
- 7月2日 - 政府、食糧緊急措置令事後承認を衆議院に上程。社会党など野党各党が反対。
- 7月4日 - フィリピンがアメリカから独立（フィリピン第三共和国）。
- 7月9日 - 芦田均委員長の質問をもって、憲法改正特別委員会総括質問修了。
- 7月11日
  - 憲法改正特別委員会、逐条審議入り。
  - 各党、修正案決定作業。
- 7月12日 - 中国で国民政府軍が解放区への攻撃を開始。第3次国共内戦開始。
- 7月16日 - 衆議院、「輸入食糧放出感謝決議」案を上程。
- 7月25日 - 憲法改正特別委員会の下に修正案を作成する小委員会設置。

### 8月
- 8月1日 - 日本労働組合総同盟結成。
- 8月9日 - 持株会社整理委員会設置。財閥解体、本格的開始。
- 8月11日 - 金融緊急措置還元施行細則改正省令。
- 8月12日 - 経済安定本部、物価庁設置。長官に膳桂之助。
- 8月21日
  - 樋貝詮三衆議院議長不信任案動議、否決。
  - 衆議院憲法改正特別委員会、共産党以外の各党一致で修正案可決。
- 8月22日 - 食糧緊急措置令、事後承認可決。
- 8月23日 - 樋貝詮三衆議院議長、辞任。後任に山崎猛。
- 8月24日 - 憲法改正修正案、衆議院本会議で賛成421票、反対8票（共産党6、新光倶楽部の細迫兼光、無所属の穂積七郎）で可決。貴族院に送付。

### 9月
- 9月8日 - 膳桂之助経済安定本部総務長官、炭鉱の非国営化を強調。
- 9月9日 - 生活保護法（旧）公布（10月1日施行）。
- 9月10日 - 星島二郎商工相、炭鉱の非国営化を強調。
- 9月25日 - 笹森順造・早川崇・岡田勢一らが国民党結成。
- 9月28日 - 社会党の片山哲書記長が中央執行委員長（党首）に選出。
- 9月30日 - GHQ、三井本社、三菱本社、安田保善社に解散を命令。

### 10月
- 10月1日

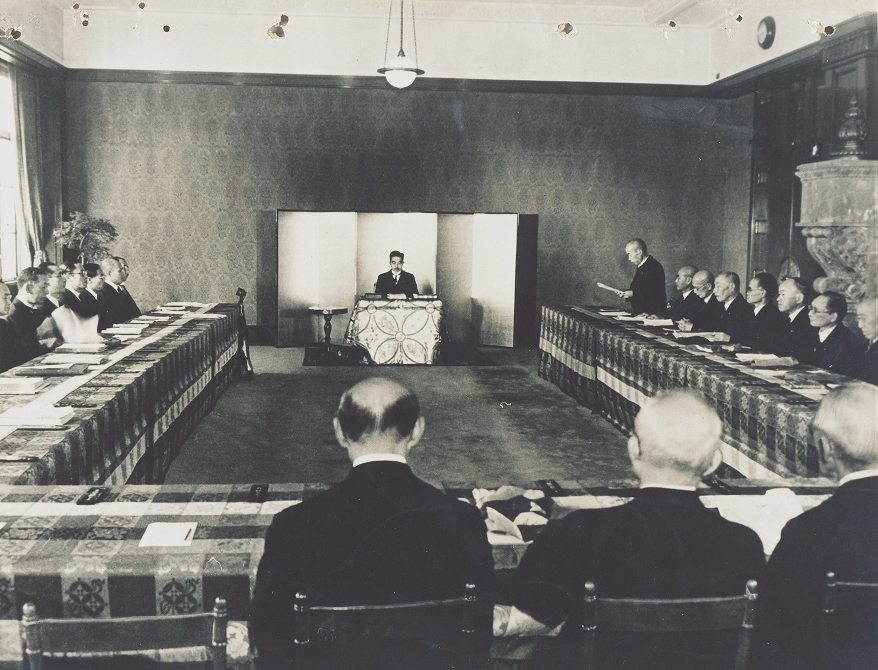
1946年（昭和21年）10月29日、「修正帝国憲法改正案」（日本国憲法案）を全会一致で可決した枢密院本会議の模様。

  - 東芝労組のストライキをきっかけに十月闘争開始。
  - 大邱10月事件で南朝鮮人230万人がアメリカ軍政に抗議して蜂起する。
  - ニュルンベルク国際軍事裁判、最終判決。
- 10月5日 - 貴族院本会議で憲法改正修正案可決。
- 10月7日 - 衆議院が貴族院から回付の憲法改正案再修正案に同意、日本国憲法成立。
- 10月12日 - 第90臨時議会閉会。
- 10月29日 - 枢密院で憲法改正案を可決。
- 10月30日 - 戦時補償特別措置法施行。
- 10月末 - 十月闘争、要求組合13単産56万1957名、スト参加者31万9291名に拡大。

### 11月

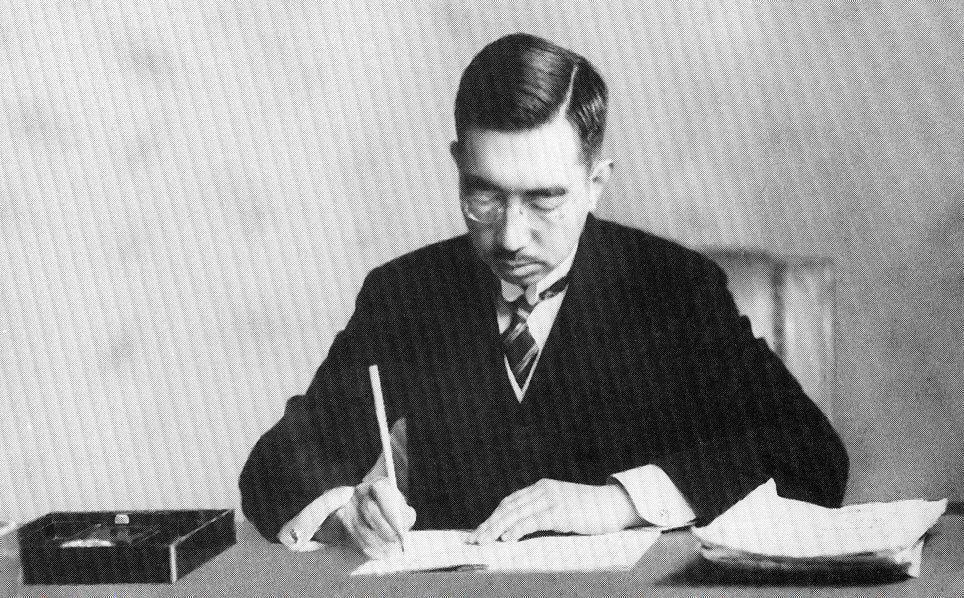
1946年（昭和21年）11月3日、日本国憲法に署名される昭和天皇

- 11月 - 十月闘争に日教組、全逓が加わり、十一月闘争へ拡大。
- 11月3日 - 日本国憲法発布。
- 11月4日 - 吉田内閣、憲法普及・教育制度刷新・行政機構改革などを柱とする「六大政綱」声明。
- 11月10日 - 在日朝鮮人、「在日朝鮮人生活権擁護委員会」を結成。
- 11月29日 - 中央労働会館で全国労働組合懇談会開催。

### 12月
- 12月2日
  - 第2回全国労働組合懇談会開催。12月17日に「吉田内閣妥当国民大会」開催を決定。
  - 社会党中執委、吉田内閣不信任案提出を協議。西尾末広書記長、協同民主党、国民党に協力を呼びかけ。
  - 米英両国、ドイツ国内の英米占領区域の統合協定を締結。
- 12月16日 - GHQ、国家予算の編成、実行、修正には総司令部の許可を要すと指令。
- 12月17日
  - 皇居前広場に全国労働組合懇談会開催。
  - 野党、解散決議案を衆議院本会議に上程。決議案は336票対160票の反対多数で否決。
- 12月18日 - 社会党、協同民主党、国民党の3党、三派協議会を結成し、共同闘争継続を宣言。
- 12月20日 - 皇居前広場で「朝鮮人生活権擁護全国大会」開催。集会後、デモ隊が首相官邸に侵入（首相官邸デモ事件）。
- 12月24日 - フランスで第四共和国憲法制定。
- 12月27日 - 第92通常議会召集。
- 12月28日
  - 首相官邸で星島二郎商工相、平塚常次郎運輸相、河合良成厚相、一松定吉逓相、斎藤隆夫国務相、植原悦二郎国務相、林譲治内閣書記官長、大野伴睦自由党幹事長、田中万逸進歩党幹事長らが集まり自由、進歩両党の保守提携による内閣強化策を検討。
  - 外相官邸で吉田首相と西尾末広社会党書記長が平野力三の仲介で極秘会談。自由、進歩、社会党の挙国連立内閣樹立について会談。